# Ми-20
Ми-20 — разрабатываемый в конце 1960-х годов вертолёт, проектировался как лёгкий однодвигательный многоцелевой аппарат. Разработка такого вертолёта, получившего впоследствии обозначение Ми-20, была задана правительственным постановлением в 1965 году.
Первоначально в качестве двигателя для лёгкой машины рассматривался ГТД-350 главного конструктора С. П. Изотова, но по мере испытаний невысокие технические показатели и малая надежность этого двигателя не позволили его использовать. Попытки найти альтернативу не увенчались успехом.
Четырёхместный Ми-20 должен был иметь взлётную массу около 1200 кг, полезную нагрузку 300 кг, скорость 220—240 км/ч, статический потолок свыше 2500 м и динамический — 6000 м.
Вертолёт не пошёл дальше натурного макета.